# Delias salvini
Delias salvini é uma borboleta da família Pieridae. Foi descrita por Arthur Gardiner Butler em 1882. É endémica da Nova Bretanha (região da Australásia). O nome homenageia Osbert Salvin.
A envergadura é de 57 a 62 milímetros. O padrão da parte inferior das patas traseiras é semelhante à Delias bagoe.